# Raphael (banda)
Raphael fue una banda de visual kei japonesa formada en 1997, cuando todos sus miembros tenían apenas quince años. Fue disuelta en enero de 2001 tras la muerte del guitarrista Kazuki a la edad de 19 años. En 2012, los integrantes restantes se reunieron para dos conciertos celebrados el 31 de octubre y el 1 de noviembre, así como también un tour en 2016.

## Biografía
Raphael fue iniciado por el bajista Yukito en 1997, después de haber reclutado al guitarrista Kazuki, el vocalista Yuki y, finalmente, el baterista Hiro, tuvieron su primer concierto el 10 de diciembre. Su primer álbum Lilac, fue lanzado en 1998 y fue seguido por un video casero. Aparecieron en el Oricon chart por primera vez cuando su canción "Yume Yori Suteki na" fue utilizada para el show TBS Kyaiin Kanbyou no Megumi no Heart (キャイーン・寛平の女神のハート). Lanzaron dos singles en el mismo día, uno alcanzando el puesto 37 y el otro el puesto 38.
En 1999, su mayor debut discográfico, "Hanasaku Inochi Aru Kagiri", alcanzó el número 25 en el Oricon.  Sus lanzamientos posteriores se centraron sobre la graduación, ya que fue en la época de los miembros se han graduado de la escuela secundaria, sin abandonar su carrera musical. Se realizaron su primer concierto en el Nippon Budokan de marzo de 2000.
Sin embargo, el 31 de octubre de 2000, Kazuki falleció de una sobredosis de tranquilizantes. En enero de 2001, después de terminar una gira nacional, Raphael decidió disolverse. Yuki y Hiro decidieron formar Rice, mientras Yukito formó Black Love.
La canción de Raphael "Yume Yori Suteki na" fue interpretada por Dog in the Parallel World Orchestra en la recopilación Crush! -90's V-Rock Best Hit Cover Songs-. El álbum fue lanzado el 26 de enero de 2011 y cuenta con bandas de visual kei actuales interpretando canciones de bandas que eran importantes para el movimiento visual kei de los 90.
El 7 de abril de 2012, se anunció que los miembros restantes Yuki, Yukito y Hiro volverían como Raphael por dos noches en el Zepp Tokyo el 31 de octubre y 1 de noviembre. Con Yuki diciendo que había tomado la decisión de volver en 2010, durante su visita a la tumba de Kazuki. Los shows tuvieron a  Anchang (Sex Machineguns), Lida (Dacco, Psycho le Cému), Sakito (Nightmare) y Yumehito (AYABIE) como guitarristas invitados. Lanzaron un sencillo titulado "Raphael -Starring Kazuki-" el día del primer concierto; una regrabación del hit de 1999 "Eternal Wish (Todokanu Kimi e", que también incluyó los temas inéditos "Dear", "Haikei Nervous" y "Elf no Yuutsu". Un disco doble en vivo titulado Tenshi no Hinoki Butai fue lanzado el 26 de diciembre e incluye 30 canciones. Los videos de ambas presentaciones fueron lanzadas como DVD bajo el nombre Tenshi no Hinoki Butai Dai Ichi Ya "Hakuchumu", mientras que el segundo show fue lanzado el 30 de enero de 2013 como Tenshi no Hinoki Butai Dai Ni Ya "Kokuchumu".

## Miembros
- Yuki Sakurai – Vocalista
- Yukito Honda – Bajista, contrabajo, vocalista
- Kazuhiro "Hiro" Murato – Baterista

### Antiguos miembros
- Kazuki - Guitarrista

## Discografía
Álbumes y miniálbumes
- Lilac (7 de abril de 1998)
- Mind Soap (1 de diciembre de 1999) Oricon Album Chart Weekly Top Position: 30[5]
- Sotsugyô (卒業?  23 de marzo de 2000) 50[5]
- Fumetsu Hana (不滅華?  21 de febrero de 2001) 17[5]
- Raphael Singles (1 de agosto de 2001, compilation album) 25[5]
- Tenshi no Hinoki Butai (26 de diciembre de 2012, live album) 133[5]

Sencillos
- "White Love Story" (1 de noviembre de 1998)
- "Sick (XXX Kanja no Karute)" (Sick～xxx 患者のカルテ～?  20 de febrero de 1999)
- "Sweet Romance" (29 de abril de 1999) Oricon Single Chart Weekly Top Position: 38[3]
- "Yume Yori Suteki na" (夢より素敵な?  29 de abril de 1999) 37[3]
- "Hanasaku Inochi Aru Kagiri" (花咲く命ある限り?  23 de julio de 1999) 25[3]
- "Eternal Wish (Todokanu Kimi e)" (eternal wish～届かぬ君へ～?  1 de octubre de 1999) 28[3]
- "Promise" (20 de noviembre de 1999) 32[3]
- "Lost Graduation" (2 de febrero de 2000) 40[3]
- "Evergreen" (23 de agosto de 2000) 28[3]
- "Akikaze no Rhapsody" (秋風の狂詩曲?  1 de noviembre de 2000) 24[3]
- "Eternal Wish (Todokanu Kimi e)" (31 de octubre de 2012, re-recording) 24[3]

Demo
- "Eternal Wish (Todokanu no Kimi e)" (24 de diciembre de 1997)

### Videografía
VHS
- Lilac: Vision of Extremes (1 de agosto de 1998, PVs)
- Lilac: Vision of Extremes II (20 de septiembre de 1999, PVs)
- Pictorial Poem (24 de marzo de 2000, PVs)
- Raphael Special Live "Graduation" -2000.3.4 Nippon Budokan- (23 de agosto de 2000, concert)
- Forever and Ever (25 de abril de 2001, making of)
- Pictorial Poem 2 (19 de septiembre de 2001, PVs)
- Last (19 de septiembre de 2001, concert)
- First (19 de septiembre de 2001, concert)

DVD
- Forever and Ever (25 de abril de 2001, making of)
- Raphael Clips (19 de septiembre de 2001, PVs)
- Last (21 de septiembre de 2001, concert)
- First (21 de septiembre de 2001, concert)
- Tenshi no Hinoki Butai Dai Ichi Ya "Hakuchumu" (26 de diciembre de 2012, concert) Oricon DVD Chart Weekly Top Position: 45[6]
- Tenshi no Hinoki Butai Dai Ni Ya "Kokuchumu" (30 de enero de 2013, concert) 26[6]